# Aeterni regis
La butlla aeterni registres va ser atorgada pel papa Sixt IV amb data de 21 de juny de 1481. Aquesta butlla va confirmar la validesa la butlla Romanus pontifex de 1455; la butlla Inter Caetera de 1456 i l'article 8 del Tractat d'Alcaçovas (1479), el qual establia el repartiment dels territoris de l'Atlàntic entre els regnes de Portugal i Castella després de la Segona Guerra de Successió castellana. El manuscrit original de la butlla promulgada és als Arxius Nacionals de Lisboa.